# Nakhon Si Thammarat
Pour la province de Thaïlande, voir Province de Nakhon Si Thammarat.
 (avril 2020).
Nakhon Si Thammarat est une ville de la région Sud de la Thaïlande située dans l'est de la péninsule Malaise, au sud de l'isthme de Kra. Elle était le centre de la principauté de Tambralinga. Au XVIe siècle, les marchands européens la connaissaient sous le nom de Ligor.

## Histoire

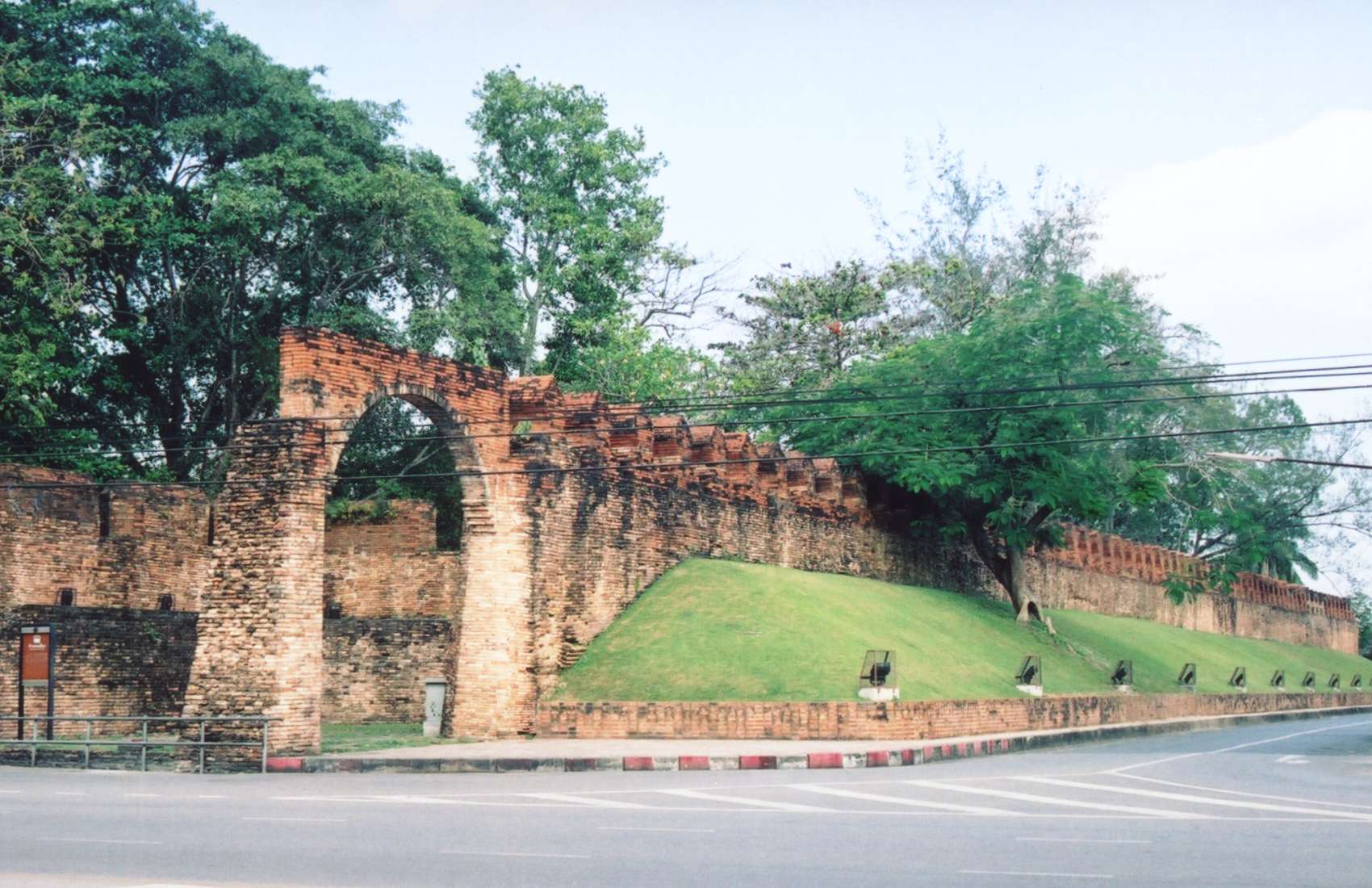
Vestiges des murs et de la porte Nord de la cité de Nakhon Si Thammarat

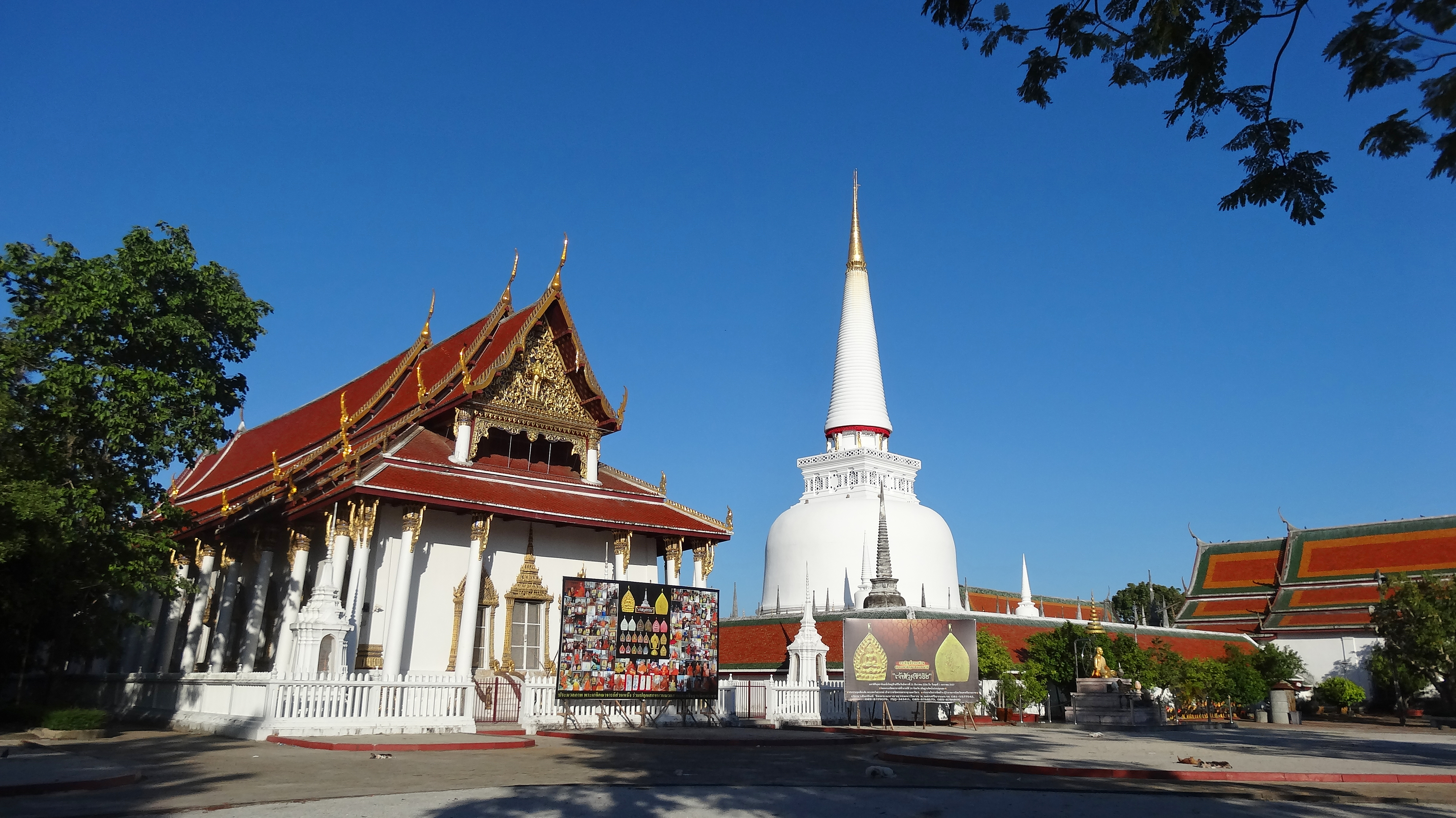
Le Wat Phra Mahathat Woramahawihan

La province de Nakhon Si Thammarat est située juste en dessous de l'isthme de Kra, la partie la plus étroite de la péninsule de Malacca (50 à 60 km de largeur). Dans la partie méridionale de cette isthme, plus particulièrement autour de la baie de Bandon sur sa côte orientale, l'existence de plaines littorales a permis le développement d'une population qui, dès peut-être le IIIe siècle apr. J.-C., s'organise en une cité-État, le Pan-Pan, nom que lui donnent les chroniques chinoises. Toutefois, les vestiges les plus anciens qu'on y ait trouvés datent tout au plus du début du Ve siècle.Ils révèlent la présence de l'hindouisme (shivaisme aussi bien que vishnouisme) et du bouddhisme (theravāda et mahāyāna).
Au IXe siècle, deux sites témoignent de l'importance d'un commerce international dans la région : Laem Pho sur la côte orientale de l'isthme, et Ko Kho Khao sur la côte occidentale. Ils montrent que la partie méridionale de l'isthme de Kra, avec d'autres sites côtiers de la péninsule, font partie d'un réseau d'échanges internationaux avec l'archipel indonésien, la Chine, l'Inde et le Moyen-Orient. L'État le plus important de la région est Sriwijaya (située à l'emplacement de la ville actuelle de Palembang dans l'île de Sumatra).
Quatre textes chinois : le Zhufanzhi (诸番志, 1225), le Daoyizazhi (années 1270), le Dadenanhaizhi (1304) et le Daoyizhilue (1351) mentionnent le nom de "Danmaling", identifié comme étant Tambralinga, l'ancien nom de Ligor. Le Zhufanzhi décrit Danmaling comme un vassal de "Sanfoqi", un des noms que les Chinois donnaient à la cité-État de Sriwijaya (située dans le sud de l'île indonésienne de Sumatra, à l'emplacement de l'actuelle ville de Palembang). Selon le Daoyizazhi, en 1196, Danmaling aurait payé directement un tribut à la Chine, ce qui suggère que la principauté se serait affranchie de Sanfoqi. Dans le Dadenanhaizhi, Danmaling est décrite comme occupant toute la péninsule de Malacca, et comme étant le plus puissant des États d'Asie du Sud-Est.
Selon l'inscription dite « de Chaiya », en réalité trouvée à Nakhon Si Thammarat et datée de 1230, le souverain de Tambralinga se nommait Candrabhanu. D'après des textes cinghalais, un roi "javaka" du nom de Candrabhanu aurait lancé une attaque sur la partie méridionale de l'île de Sri Lanka en 1247. Il est défait par le roi cinghalais Parâkramabâhu II (règne 1236-1270). Il réussit néanmoins à prendre le contrôle du nord de l'île. Candrabhanu lance une seconde attaque en 1262, cette fois-ci avec l'aide de forces tamoules et cinghalaises. Il est de nouveau défait et tué au combat. George Cœdès a démontré que le nom "Javaka" ne signifiait pas spécifiquement "Javanais" mais, comme le nom khmer "Chevy", désignait aussi bien les Javanais que les Malais (de Sumatra comme de la péninsule de Malacca). On pense que les habitants de Tambralinga étaient des Malais. Cet épisode est en tout cas le seul exemple d'une expédition d'une puissance d'Asie du Sud-Est en dehors de la région.
À l'époque du royaume de Sukhothaï (1238–1448), la principauté de Nakhon Si Thammarat figure déjà dans la liste des vassaux de ce royaume thaï. Elle passe ensuite dans celle du royaume d'Ayutthaya. Il semble en fait que la puissance de Tambralinga décline au cours du XIVe siècle, dans un contexte marqué au sud par la rivalité entre les royaumes de Malayu à Sumatra, et de Singasari puis Majapahit dans l'est de Java, et au nord par les visées expansionnistes du royaume thai d'Ayutthaya sur la péninsule. Le Nagarakertagama, un poème épique javanais écrit en 1365 à Majapahit, mentionne le nom de "Muang Syanka", identifié comme le "Siam", qui aurait absorbé Tambralinga.
Après la chute d'Ayutthaya en 1767, la ville est brièvement indépendante. Elle est reprise en 1769 par le roi Taksin, qui accorde à son gouverneur le titre de Chao Nakhon Si Thammarat (ce qui en fait l'équivalent d'un roi).
À la fin du XIXe siècle, la principauté de Nakhon Si Thammarat est finalement annexée par le royaume de Siam, dont elle devient un monthon (région). Avec l'abolition des monthon en 1932, la ville devient simple capitale provinciale.
En 2006-2007, Nakhon Si Thammarat devient brièvement une destination touristique à la mode chez les thaïlandais car l'amulette Jatukam Ramathep est alors fort populaire : 1,6 million de visiteurs en 2006,...

## Curiosités
- le temple bouddhiste Wat Phra Mahathat Woramahawihan[4],[5] et son chedi principal, le plus ancien stupa en forme de cloche de Thaïlande.

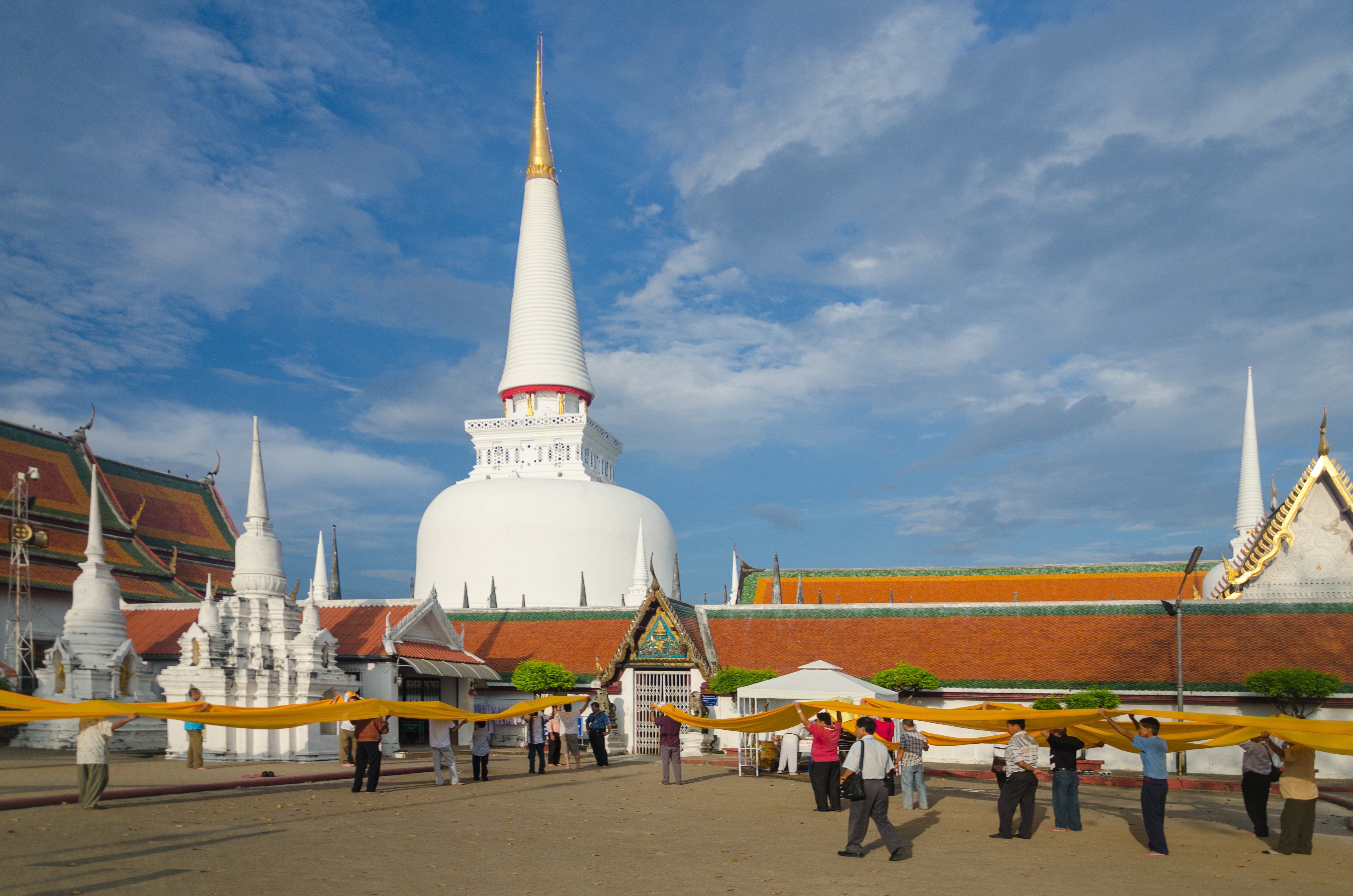
chedi principal campaniforme (stupa) de Wat Phra Mahathat Woramahawihan

## Numismatique
Sur les pièces de monnaie en Thaïlande, on trouve de nos jours coté face l'effigie du souverain ; et  coté pile un temple bouddhiste.
Sur la pièce de 25 satangs en cupro-nickel , coté pile figure le temple Wat Phra Mahathat Woramahawihan de Nakhon Si Thammarat.